# Кер де Шевр
Кер де Шевр (фр. Carré du chèvre — «козяче серце») — французький сир з козячого молока у формі невеликого сердечка вагою близько 150 г, сировари Пуату традиційно прийняли цю форму для сиру. Район Пуату, розташований на заході Франції і виходить до Атлантики й завжди славився своїми козячими сирами. Залежно від терміну дозрівання, м'якоть може приймати різні відтінки — від ніжно-білого до синюватого. Сир дуже ніжний, у м'якоті зустрічаються дрібні крупинки. Кер де Шевр заведено подавати загорнутим у лист каштана або платана.